# Rotterode
Rotterode est une ancienne municipalité allemande du land de Thuringe, dans l’arrondissement de Schmalkalden-Meiningen, au centre de l’Allemagne.